# Leea amabilis
Leea amabilis är en vinväxtart som beskrevs av Hort. Veitch. och Maxwell Tylden Masters. Leea amabilis ingår i släktet Leea och familjen vinväxter. Inga underarter finns listade i Catalogue of Life.